# Городок (Сафоновский район)
Городо́к — деревня в Смоленской области России, в Сафоновском районе. Население — 56 жителей (2007 год) . Расположена в центральной части области в 11 км к юго-востоку от города Сафонова, в 13 км южнее автодороги М1 «Беларусь», в 9 км восточнее автодороги Р137 Сафоново — Рославль, на правом берегу Днепра. В 11 км севернее деревни железнодорожная станция о.п. 300-й км на линии Москва — Минск. Входит в состав Барановского сельского поселения.

## История
В годы Великой Отечественной войны деревня была оккупирована гитлеровскими войсками в сентябре 1941 года, освобождена в 1943 году..

## Достопримечательности
- Древнее городище на правом берегу реки Днепр[3].
- Скульптура на братской могиле 275 воинов советской армии погибших в 1941—1943 годах[3].